# Moenkhausia inrai
Moenkhausia inrai és una espècie de peix de la família dels caràcids i de l'ordre dels caraciformes.

## Morfologia
- Els mascles poden 6,5 assolir cm de llargària total.[1]

## Hàbitat
Viu a àrees de clima tropical.

## Distribució geogràfica
Es troba a Sud-amèrica, a les conques dels rius Maroni i Approuague (Guaiana Francesa).

## Observacions
És un peix molt comú en els principals rius on constitueix una de les espècies dominants.